# Тацуки
Тацуки (яп. たつき) — японский режиссер аниме. Родился и вырос в Кении.
Представитель кружка независимых производителей аниме «Иродори». Также известен как Таканори Омото и Тацуки Омото.

## Биография
Провел детские годы в Кении, любил и содержал животных.
Вернувшись в Японию, поступил в художественный университет в Киото и отвечал за создание компьютерной анимации в студии Sunrise. В то же время, учась в колледже, мечтал о самостоятельном производстве аниме, и вместе с Иса Акихиса и Юко Cирамидзу создал кружок независимых производителей аниме «Иродори».
После этого он покинул Sunrise и после объявления продюсером Фукухарой Кэйскэ на Комикете о выходе «Иродори» на коммерческий рынок (под названием Yaoyorozu) Тацуки участвовал в запуске и раскрутке новой компании.
В январе 2017 года его первой работой в коммерческом аниме становится Kemono Friends.
25 сентября 2017 года он объявил в своем Твиттере, что отстранён от участия в создании сиквела Kemono Friends. В октябре было проведено слушание между Yaoyorozu и Kadokawa по поводу этого решению, но 27 декабря Кэйо Фукухара, директор Yaoyorozu, сообщил, что это решение остаётся в силе.
23 декабря 2017 года Kemono Friends выиграло в Twitter звание «аниме года». В интернете был распространён ролик с Тацуки в костюме пингвина, получающим награду. Он написал в Твиттере: «Это невероятная награда, но поскольку это чудо было бы невозможно без моих зрителей, я думаю, что это награда для зрителей».
21 февраля 2018 года на Tokyo Animation Awards Festival (TAAF) получил премию в категории «Аниме года» 2018 года.
21 июля 2018 года был удостоен наград «Seiun Award» (в номинациях «Кино и театр» и «Медиа») как режиссер Kemono Friends.

## Личность и хобби
Увлекается фотографией и производством компьютерной графики, даже в нерабочее время, а также животными .
Во многих случаях на церемонии награждения аниме Kemono Friends надевал костюм пингвина.

## Работы

#### Tatsunoko Production
- C (2011, CG дизайнер)
- Gatchaman Crowds (2013, EDCG анимация)
- Psycho-Pass 2 (2014, 3DCG моделирование движения)

#### Yaoyorozu
- Tesagure! Bukatsu-mono
  - Tesagure! Bukatsu-mono (2013, режиссёр анимации, опенинг)
  - Tesagure! Bukatsu-mono Encore (2014, режиссёр анимации, раскадровка, опенинг)
  - Tesagure! Bukatsumono Spin-off Purupurun Sharumu to Asobou (2015, режиссёр анимации, опенинг)
- Kemono Friends (2017, режиссёр-постановщик, композиция эпизодов, сценарий[14], раскадровка опенинга, художник)
  - Kemono Friends, CD драма и альбом песен персонажей «Japari Café» (2017, режиссер/сценарий)
- Kemurikusa (2019, автор идеи, режиссёр-постановщик, композиция эпизодов, сценарий, опенинг, художник[15])